# Scarning
Scarning est une paroisse civile et un village du Norfolk, en Angleterre.